# Bistrețu Nou
Bistrețu Nou – wieś w Rumunii, w okręgu Dolj, w gminie Bistreț. W 2011 roku liczyła 922 mieszkańców.